# Rami Kaib
Rami Kaib (Nyköping, 8 mei 1997) is een Tunesisch-Zweeds voetballer die doorgaans speelt als linksback. In februari 2024 verruilde hij Djurgårdens IF voor IF Elfsborg. Kaib maakte in 2022 zijn debuut in het Tunesisch voetbalelftal.

## Clubcarrière
Kaib speelde in de jeugd van Nyköpings BIS en werd in 2014 opgenomen in de opleiding van IF Elfsborg. Zijn debuut voor die club maakte hij op 30 juli 2016, toen op bezoek bij Östersunds FK met 0–0 werd gelijkgespeeld. Kaib begon dit duel op de reservebank en hij mocht van coach Magnus Haglund zes minuten na de rust invallen voor Anders Randrup. De linkervleugelverdediger maakte zijn eerste doelpunt op 2 november 2019. Op die dag opende Rasmus Alm de score namens Elfsborg op bezoek bij Helsingsborgs IF, dat via Alexander Farnerud op gelijke hoogte kwam. Kaib zorgde met zijn treffer op aangeven van Jonathan Levi voor de overwinning: 1–2.
In januari 2021 vertrok Kaib voor een bedrag van circa vijfhonderdduizend euro naar sc Heerenveen, waar hij zijn handtekening zette onder een verbintenis voor de duur van drieënhalf jaar. Zijn eerste competitiedoelpunt voor de Friese club maakte de verdediger op 4 maart 2023, op bezoek bij FC Twente, waar hij op aangeven van Rami Al Hajj in de slotminuten de eindstand bepaalde op 3–3. In de zomer van 2023 keerde Kaib terug naar Zweden, waar hij voor drieënhalf jaar tekende bij Djurgårdens IF. Bij Djurgårdens speelde hij een half seizoen, voor hij in februari 2024 terugkeerde bij IF Elfsborg. In juli 2025 werd Kaib voor een halfjaar gehuurd door Halmstads BK.

## Clubstatistieken
| Seizoen | Club           | Competitie  | Competitie | Competitie | Beker | Beker | Internationaal | Internationaal | Totaal | Totaal |
| Seizoen | Club           | Competitie  | Wed.       | Dlp.       | Wed.  | Dlp.  | Wed.           | Dlp.           | Wed.   | Dlp.   |
| ------- | -------------- | ----------- | ---------- | ---------- | ----- | ----- | -------------- | -------------- | ------ | ------ |
| 2016    | IF Elfsborg    | Allsvenskan | 5          | 0          | 0     | 0     | —              | —              | 5      | 0      |
| 2017    | IF Elfsborg    | Allsvenskan | 4          | 0          | 2     | 0     | —              | —              | 6      | 0      |
| 2018    | IF Elfsborg    | Allsvenskan | 23         | 0          | 2     | 0     | —              | —              | 25     | 0      |
| 2019    | IF Elfsborg    | Allsvenskan | 9          | 1          | 2     | 0     | —              | —              | 11     | 1      |
| 2020    | IF Elfsborg    | Allsvenskan | 16         | 0          | 4     | 0     | —              | —              | 20     | 0      |
| 2020/21 | sc Heerenveen  | Eredivisie  | 15         | 0          | 3     | 1     | —              | —              | 18     | 1      |
| 2021/22 | sc Heerenveen  | Eredivisie  | 25         | 0          | 3     | 0     | —              | —              | 28     | 0      |
| 2022/23 | sc Heerenveen  | Eredivisie  | 21         | 1          | 3     | 0     | —              | —              | 24     | 1      |
| 2023    | Djurgårdens IF | Allsvenskan | 5          | 0          | 1     | 0     | 1              | 0              | 7      | 0      |
| 2024    | IF Elfsborg    | Allsvenskan | 17         | 2          | 1     | 0     | 9              | 0              | 27     | 2      |
| 2025    | IF Elfsborg    | Allsvenskan | 7          | 0          | 2     | 0     | 2              | 0              | 11     | 0      |
| 2025    | → Halmstads BK | Allsvenskan | 1          | 0          | 0     | 0     | —              | —              | 1      | 0      |
| Totaal  | Totaal         | Totaal      | 148        | 4          | 23    | 1     | 12             | 0              | 183    | 5      |

Bijgewerkt op 22 juli 2025.

## Interlandcarrière
Kaib werd geboren in Zweden als kind van een Tunesische vader en een Libanese moeder, waardoor hij ook voor die landen mocht uitkomen. Na jeugdinterlands te hebben gespeeld voor Zweden, verklaarde hij ook graag voor het nationale team van dat land te gaan spelen. In mei 2022 maakte de Tunesische voetbalbond bekend dat Kaib de benodigde documenten had gekregen om voor hun nationale team te mogen spelen.
Kaib maakte zijn debuut in het Tunesisch voetbalelftal op 10 juni 2022, toen met 0–2 gewonnen werd van Chili in een vriendschappelijke wedstrijd door treffers van Ali Abdi en Issam Jebali. Kaib moest van bondscoach Jalel Kadri op de reservebank beginnen en hij mocht in de blessuretijd van de tweede helft invallen voor Anis Ben Slimane.
| Interlands van Rami Kaib voor Tunesië | Interlands van Rami Kaib voor Tunesië | Interlands van Rami Kaib voor Tunesië | Interlands van Rami Kaib voor Tunesië | Interlands van Rami Kaib voor Tunesië | Interlands van Rami Kaib voor Tunesië | Interlands van Rami Kaib voor Tunesië |
| №                                     | Datum                                 | Wedstrijd                             | Uitslag                               | Competitie                            | Goals                                 |                                       |
| Als speler bij sc Heerenveen          | Als speler bij sc Heerenveen          | Als speler bij sc Heerenveen          | Als speler bij sc Heerenveen          | Als speler bij sc Heerenveen          | Als speler bij sc Heerenveen          | Als speler bij sc Heerenveen          |
| ------------------------------------- | ------------------------------------- | ------------------------------------- | ------------------------------------- | ------------------------------------- | ------------------------------------- | ------------------------------------- |
| 1                                     | 10 juni 2022                          | Chili – Tunesië                       | 0 – 2                                 | Vriendschappelijk                     |                                       |                                       |
| 2                                     | 14 juni 2022                          | Japan – Tunesië                       | 0 – 3                                 | Vriendschappelijk                     |                                       |                                       |

Bijgewerkt op 22 juli 2025.